# Procryptocerus attenuatus
Procryptocerus attenuatus is een mierensoort uit de onderfamilie van de Myrmicinae. De wetenschappelijke naam van de soort is voor het eerst geldig gepubliceerd in 1876 door Smith, F..